# KV5
Ramses IIs sønners mausoleum er en grav, som ganske enkelt benævnes KV 5, ligger i yderkanten af Kongernes Dal ved Nilens vestlige bred overfor fortidens Theben (nutidens Luxor) i Egypten. Det er næsten lige overfor den grav, der tilhører Ramses II (KV7). 

## Ældre undersøgelser
Graven er indtegnet på flere af de tidlige kort over dalen, og den første, der har udforsket den i nyere tid, syntes at være James Burton (1788-1862), der arbejdede der i 1825. Efter store vanskeligheder lykkedes det Burton at lokalisere en enorm hal med 16 søjler og en række tilhørende mindre kamre. Den sidste, man har kendskab til, som trængte ind før 1987, var Howard Carter i begyndelsen af 1900-tallet. Kort tid derefter blev indgangen begravet med brokker, og der blev lagt en kloakledning oven på den – en lækage fra denne, har påført graven og indholdet betydeligt skader.

## Undersøgelser i slutningen af 1900-tallet
Kortlægnings-projektet over Theben blev igangsat i 1970'erne, først med hovedkvarter på University of California, Berkeley, og senere på det amerikanske universitet i Cairo under ledelse af Kent Weeks. Formålet var at udarbejde detaljerede kort over dødebyen (nekropolen) ved Theben med alle detaljer både over og under jordoverfladen. Man genåbnede gravkamre, for at få dem med på kortet, og da KV 5s præcise beliggenhed på dette tidspunkt var gået i glemmebogen, begyndte man at grave efter den i 1987. Da graven blev fundet der, hvor man havde forventet, påbegyndtes udgravningen. 
Man fandt straks scenerier med to af Ramses IIs ældre sønner, Amenhirkopshef og Ramses, i de yderste to kamre, på dette tidspunkt troede man, at den skitse, som Burton havde tegnet i 1825, viste hele gravens grundplan. Man fandt imidlertid i 1995 et langt galleri, der førte ud fra den bageste ende af hallen med de 16 søjler og videre ned til en tværkorridor med små kamre på begge sider og udsmykket med relieffer. Senere fandt man endnu to gange med gravkamre langs siderne, der førte ud fra den anden ende af hallen med de 16 søjler. Det samlede antal fundne gravkamre i komplekset var nu net op på mindst 150. Denne form for gravkompleks er uden sidestykke i kongernes dal – ja, noget andet sted – med den imponerende centrale hal og med udløbere i alle retninger. Den mest særprægede detalje er de to gallerier, der fører tilbage under dalen, og hvis fulde længde endnu ikke er undersøgt af arkæologerne. tilsyneladende har gallerierne retning imod Ramses IIs egen grav, KV 7 – som er under udgravning af et fransk hold, diagonalt modsat KV 5 på den anden side af dalstien, og det kan ikke udelukkes, at de to gravkomplekser har en eller anden underjordisk forbindelse, hvilket man først får rede på, når begge grave er helt udgravet. Tilsyneladende har den yderste del af KV 5 oprindelig været en grav fra 18. dynasti, som er blevet overtaget og betydeligt udvidet i Ramses IIs regeringstid – en graffiti nede i graven siger, at " i år 19 skete der en genoptagelse af arbejdet". Skønt man fra brudstykker af udsmykning og genstande har fastslået, at den skulle være gravplads for Ramses IIs sønner, er funktionen af specifikke dele af graven stadig uafklaret. 
Det store rum
 til venstre for hallen med de 16 søjler synes at have tjent som gravkammer, formentlig udstyret med to søjlerækker og med nicher til magiske, beskyttende brikker på væggene. Et siderum indeholdt et betydeligt antal keramik-beholdere til offer-gaver i form af mad og drikke, men resterne a deres indhold. Det er kun få af de andre rum, hvor der er tydelige beviser på, at de har været anvendt til gravlægninger, skønt en rende i gravens andet kammer indeholdt et lig, der måske hat været en oprindelig begravelse. Det er svært at tyde meningen med de mere end 70 små kamre, der flankerer de lange gallerier. De er tilsyneladende for små til ar rumme en kistebegravelse, og de er uden tegn på andre formål. Disse gåder forstærkes af, at der blot er fundet få genstande med navne på prinserne. Kun navnene på Amenhirkopshef og Ramses kan med sikkerhed ses på gravens vægge, skønt der er fundet forskellige afbildninger af andre prinser i graven, men deres navne er gået tabt. Man har fundet brudstykker af kanopekrukker tilhørende Amenhirkopshef, Meryatum, Sety og Meryamun, hvilket bekræfter, at de var begravet i KV 5. Men det er klart, at graven er alt for stor til blot at rumme disse 5 mænd. Der er naturligvis mulighed for, at man kan finde flere genstande med inskriptioner, når man kommer frem til gravens nederste dele, hvortil de kunne være ført af den oversvømmelse, der også er årsag til de fleste af de brokker, man støder på i graven. Kun nye udgravninger kan afsløre flere af KV 5s hemmeligheder.

## Eksterne kilder og henvisninger
1. ↑  3d tomb egypt model

25°44′26″N 32°36′9″Ø / 25.74056°N 32.60250°Ø